# Émile Hennequin (policier)
Pour les articles homonymes, voir Hennequin et Émile Hennequin.
Émile Hennequin, né le 6 décembre 1887 dans le 18e arrondissement de Paris et mort à Boulogne-Billancourt le 7 octobre 1977, est le directeur général de la police municipale (PM) de Paris qui organisa la rafle du Vélodrome d'Hiver en 1942 et déploya pour ce faire environ 9 000 policiers. 

## Biographie
Émile Hennequin entre à la Police de Paris en 1912. il est détaché de 1930 à 1934 à Saïgon.
Pour avoir organisé la rafle du Vélodrome d'Hiver, il est condamné en juin 1947 à 8 ans de travaux forcés, mais bénéficie d'un décret de grâce le 28 juin 1948 ; il est mis en retraite d'office le même jour.
Il a reçu la Francisque.

## Distinctions
- Ordre de la Francisque